# Озе
Озе́ (фр. Auzet, окс. Auset) — коммуна во Франции, находится в регионе Прованс — Альпы — Лазурный Берег. Департамент коммуны — Альпы Верхнего Прованса. Входит в состав кантона Сейн. Округ коммуны — Динь-ле-Бен.
Код INSEE коммуны — 04017.

## Население
Население коммуны на 2008 год составляло 81 человек.
| 1962 | 1968 | 1975 | 1982 | 1990 | 1999 | 2008 |
| ---- | ---- | ---- | ---- | ---- | ---- | ---- |
| 111  | 96   | 73   | 67   | 73   | 87   | 81   |

## Экономика
В 2007 году среди 60 человек в трудоспособном возрасте (15—64 лет) 44 были экономически активными, 16 — неактивными (показатель активности — 73,3 %, в 1999 году было 67,3 %). Из 44 активных работали 37 человек (19 мужчин и 18 женщин), безработных было 7 (2 мужчин и 5 женщин). Среди 16 неактивных 5 человек были учениками или студентами, 7 — пенсионерами, 4 были неактивными по другим причинам.

## Достопримечательности
- Церковь Св. Андрея Первозванного
- Ущелье Вердаш, где в 1958 году был найден тайник с древним оружием